# Verkörperte künstliche Intelligenz
Verkörperte künstliche Intelligenz (englisch embodied artificial intelligence) bezeichnet eine jüngere Strömung in der Forschungsdisziplin der künstlichen Intelligenz (KI). Der Theorie des Embodiment folgend wird angenommen, dass Intelligenz im Kontext physischer Agenten, die sich in einer realen physischen und sozialen Welt verhalten, begriffen werden muss. Design und Konstruktion von Robotern sollten von dieser Grundüberzeugung geleitet sein. Das Forschungsfeld der „verkörperten künstlichen Intelligenz“ zeichnet sich durch ein hohes Maß von Interdisziplinarität aus und beschäftigt Forscher aus den Bereichen der Ingenieurswissenschaften, Philosophie, Psychologie, Informatik, Biologie, Neurowissenschaft, Biomechanik, Materialwissenschaft und Linguistik.

## Geschichte
In der frühen Forschung zur KI wurden Denkvorgänge als abstrakte Symbolmanipulation beziehungsweise Rechenoperationen konzeptualisiert. Im Zentrum standen folglich Algorithmen und Computerprogramme, wobei die zugrundeliegende Hardware als weitgehend irrelevant erachtet wurde. Der australische Informatiker und Kognitionswissenschaftler Rodney Brooks war einer der ersten, der diese Perspektive in Frage stellte. In seiner Vorlesung Intelligence without Reason kritisierte er 1999 die zu diesem Zeitpunkt gängige Praxis, sich bei der Entwicklung von KI-Systemen einem Top-down-Ansatz folgend auf die Emulation der menschlichen Fähigkeit zur Problemlösung und Schlussfolgerung zu konzentrieren. Seiner Auffassung nach wiesen im Rahmen der traditionellen KI-Forschung entwickelte Intelligenzmodelle, welche sich stark an der Funktionsweise der zum jeweiligen Zeitpunkt verfügbaren Computer orientierten, nahezu keinerlei Ähnlichkeit mit dem Modus Operandi intelligenter biologischer Systeme auf. Dies werde etwa aus dem Umstand deutlich, dass es sich bei dem Großteil der Aktivitäten, denen Menschen in ihrem Alltag nachgehen, weder um Problemlösung noch Planung handelt, sondern um Routineverhalten in einer relativ benignen, aber in hohem Maße dynamischen Umwelt. Als Alternative forderte er, man müsse sich Intelligenz über einen Bottom-up-Ansatz annähern, indem der Fokus auf Agenten gelegt werde, die über einen Körper verfügen und sich in einer realen Umgebung situationsabhängig verhalten.

## Verkörperte künstliche Intelligenz heute
Ab den 2000er Jahren fand die Sichtweise der verkörperten künstlichen Intelligenz sowohl in der Wissenschaft als auch in der öffentlichen Aufmerksamkeit zunehmend Beachtung: „Nicht mehr statische und softwaregesteuerte Roboterarme oder dialog-, strategie- oder an Expertenheuristiken orientierte wissensbasierte Systeme machen Schlagzeilen, sondern das insektenähnliche sechsbeinige Geschöpf namens Genghis, das sich in fremden Räumen bewegt, der Honda-Roboter, der Treppen steigen kann, oder Cog, der herumhüpft wie ein kleines Kind“ (Werner Rammert: Die Zukunft der künstlichen Intelligenz: verkörpert – verteilt – hybrid) Dies war nicht zuletzt der Tatsache geschuldet, dass Systeme, die basierend auf dem traditionellen KI-Paradigma entwickelt wurden, weit entfernt davon waren, sich der menschlichen generalisierten Intelligenz anzunähern. So übertrafen intelligente Systeme Menschen in Bezug auf eine Vielzahl oftmals hoch spezialisierter Tätigkeiten (vgl. beispielsweise Deep Blue und AlphaGo, die die menschlichen Weltmeister auf dem Gebiet des Schach- bzw. Go-Spielens besiegten). Zugleich sind sie jedoch nicht dazu in der Lage Aufgaben wie etwa den Gebrauch eines Fahrrads oder Stiftes zu bewältigen, die einem Kind mühelos gelingen. Die von Vertretern der verkörperten künstlichen Intelligenz entwickelten Agenten bilden einen Gegenpol zu den inselbegabten Systemen, welche aus dem traditionellen KI-Ansatz hervorgingen. Ihre Intelligenz soll aus der Interaktion von Software, Körper und Umwelt entstehen und so eine möglichst hohe Ähnlichkeit zur menschlichen Intelligenz aufweisen. Der Schweizer Informatiker und Robotik-Experte Rolf Pfeifer nimmt in diesem Kontext den Standpunkt ein, dass Intelligenz ausschließlich verkörperten Agenten, d. h. realen physischen Systemen, deren Verhalten in der Interaktion mit der Umwelt beobachtbar ist, zugeschrieben werden kann. Der amerikanische Unternehmer Jeff Hawkins, eine weitere prominente Figur auf dem Gebiet der verkörperten künstliche Intelligenz, meint hingegen, eine intelligente Maschine müsse nicht zwingend einen physischen Körper besitzen, sondern lediglich dazu in der Lage sein, das, was sie wahrnimmt, durch Bewegung zu verändern:

“For example, a virtual AI machine could “move” through the Web by following links and opening files. It could learn the   structure of a virtual world through virtual movements, analogous to what we do when walking through a building.”

„Eine virtuelle KI könnte sich beispielsweise durch das Internet „bewegen“, indem sie Links folgt und Dateien öffnet. Sie könnte die Struktur einer virtuellen Welt durch virtuelle Bewegungen erlernen, analog zu dem, was wir tun, wenn wir durch ein Gebäude laufen.“

## Gesellschaftliche Relevanz und Herausforderungen
Die zunehmende Integration verkörperter KI in Bereiche wie Dienstleistung, Handwerk, Pflege und Alltag erweitert deren Einsatzmöglichkeiten erheblich. Dies bietet Chancen zur Bewältigung gesellschaftlicher Herausforderungen wie Fachkräftemangel, demographischer Wandel und nachhaltige Kreislaufwirtschaft.
Allerdings bestehen Herausforderungen hinsichtlich Sicherheit und Wirtschaftlichkeit. Interaktive Robotiksysteme müssen sicher in alltägliche und unstrukturierte Umgebungen integriert werden, was eine kontinuierliche Weiterentwicklung von Sicherheitskonzepten erfordert. Insbesondere in sensiblen Bereichen wie der Pflege oder sozialen Umgebungen müssen Risiken ausgeschlossen werden.
Trotz sinkender Hardwarekosten bleiben Betriebskosten, Wartung und Sicherheitsmaßnahmen kritische Faktoren. Vereinfachte Interaktions- und Lernverfahren sind daher entscheidend, um Implementierungs- und Programmierkosten zu senken und Wirtschaftlichkeit zu sichern.
Zudem ist eine breite gesellschaftliche Diskussion über ethische, rechtliche und soziale Rahmenbedingungen erforderlich, um Vertrauen und Transparenz in verkörperte KI-Systeme zu stärken und deren Akzeptanz zu gewährleisten.